# Guillermo Betancourt
Pour les articles homonymes, voir Betancourt.
Guillermo Betancourt, né le 19 juillet 1963, est un escrimeur cubain. Il pratique l'épée et le fleuret, arme avec laquelle il a été médaillé dans les principales compétitions internationales.

## Carrière
Betancourt participe à ses premiers Jeux olympiques à l'âge de 17 ans, en 1980, à Moscou, à la fois à l'épée et au fleuret. Il ne gagne aucun assaut en individuel dans les deux armes, mais en remporte deux au fleuret par équipes contre la France et trois à l'épée contre la Pologne. Mais, dans les deux cas, les équipes cubaines sont battues et éliminées au premier tour.
Avant de connaître la consécration mondiale et olympique, Betancourt domine sur la scène américaine, à laquelle Cuba est consignée. Il gagne coup sur coup l'or individuel et par équipes aux Jeux panaméricains de 1987 et 1991, devançant les deux fois un de ses compatriotes. Vers la fin de sa carrière, Betancourt est sélectionné dans l'équipe nationale de fleuret. L'équipe cubaine s'impose aux championnats du monde 1991 devant l'équipe d'Allemagne. 
Aux Jeux de 1992, cette fois, c'est donc avec des ambitions individuelles de médaille pour Betancourt, et en favorite que l'équipe de Cuba intègre la compétition. Battu en quarts de finale par Serhiy Holubytskyy, il se classe septième de la compétition individuelle. Par équipes, Cuba prend le meilleur sur les équipes de Corée du Sud et de Pologne avant de s'incliner en finale contre leurs rivaux Allemands. 

## Palmarès
- Jeux olympiques
  -  Médaille d'argent aux Jeux olympiques de 1992 à Barcelone

- Championnats du monde d'escrime
  -  Médaille d'or par équipes aux championnats du monde d'escrime 1991 à Budapest

- Jeux panaméricains
  -  Médaille d'or aux Jeux panaméricains de 1987 à Indianapolis
  -  Médaille d'or par équipes aux Jeux panaméricains de 1987 à Indianapolis
  -  Médaille d'or aux Jeux panaméricains de 1991 à La Havane
  -  Médaille d'or par équipes aux Jeux panaméricains de 1991 à La Havane